# Ponts-et-Marais

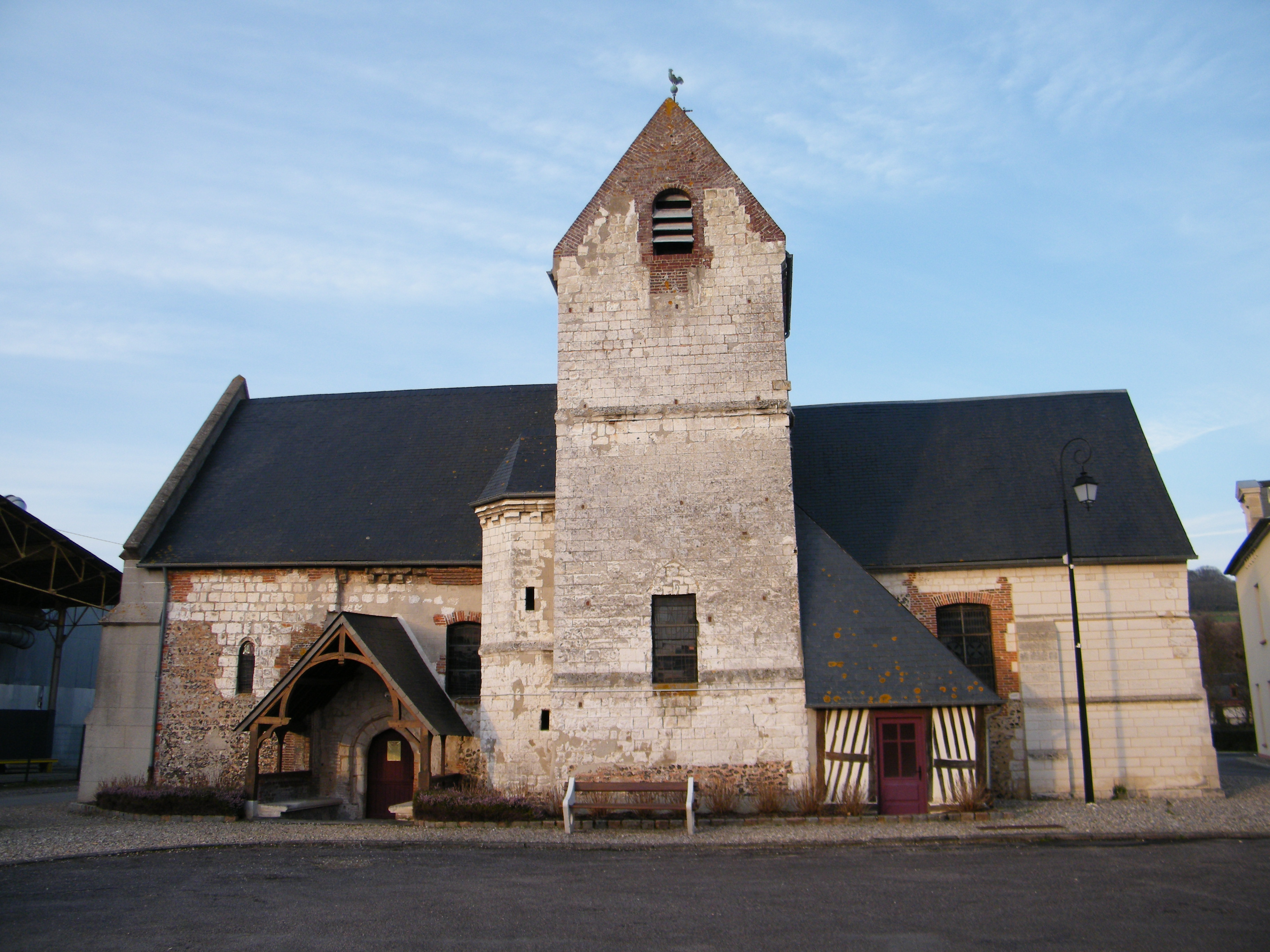
Kerk

Ponts-et-Marais is een gemeente in het Franse departement Seine-Maritime (regio Normandië) en telt 828 inwoners (1999). De plaats maakt deel uit van het arrondissement Dieppe.

## Geografie
De oppervlakte van Ponts-et-Marais bedraagt 5,9 km², de bevolkingsdichtheid is 140,3 inwoners per km².
De onderstaande kaart toont de ligging van Ponts-et-Marais met de belangrijkste infrastructuur en aangrenzende gemeenten.

## Demografie
Onderstaande figuur toont het verloop van het inwonertal (bron: INSEE-tellingen).